# Цельзіан
Цельзіан (англ. celsian; нім. Celsian n) — мінерал, алюмосилікат барію з групи польових шпатів; баріїстий аналог анортиту каркасної будови.

## Етимологія та історія
Названий за прізвищем шведського дослідника А. Цельзіуса (A.Celsius), H.Sjögren, 1895.
Синоніми: касиніт, шпат польовий барієвий.

## Опис
Хімічна формула: Ba[Al2Si2O8]. Склад у %: BaO — 40,8; Al2O3 — 27,1; SiO2 — 32,1. Домішки ортоклазу.
Сингонія моноклінна. Форми виділення: здвоєні короткостовпчасті призматичні або голчасті кристали, двійники, зернисті аґреґати. Спайність по (001) досконала, по (010) ясна. Густина 3,1-3,4. Тв. 6-6,75. Колір білий, жовтий або безбарвний. Блиск скляний. Зустрічається в контактово-метасоматичних родовищах разом з манґановими мінералами.
Поліморфізм і ряди: диморфні з парацельзіаном; утворює ряд з ортоклазом.
Група мінералів: група польового шпату.
Зустрічається: в амфіболітових, регіональних або контактно-метаморфічних породах, багатих Mn, Ba, деякі
з яких, ймовірно, були підводні ексгалативи.
Асоціація: мангановий егірин, марганцевий біотит, парацельсіан, якобсит, гаусманніт,
родохрозит, родоніт, рутил, гіалофан, барит, цимрит, тарамеліт, кварц, цоїзит,
спессартин, доломіт, мусковіт.

## Поширення
Рідкісний. Основні родовища: Якобсберґ (Швеція), префектура Татіка (Японія), Брокен-Гілл (Австралія), Рів (Уельс, Велика Британія), Отджосонту (Намібія), Аляскинський хребет (США), Слюдянка (Байкал, РФ). В Україні є у Приазов'ї.

## Різновиди
Розрізняють:
- цельзіан кальціїстий, кальціоцельзіан (різновид цельзіану, який містить до 4 % CaO);
- α-цельзіан (штучна сполука — баріонефелін).